# Henri Jobier
Louis Pierre Henri Jobier (* 6. Juli 1879 in Courson-les-Carrières; † 25. März 1930 in Paris) war ein französischer Florettfechter.

## Erfolge
Henri Jobier nahm an den Olympischen Spielen 1900 in Paris teil, bei denen er nach überstandener erster Runde in der darauffolgenden Runde ausschied. Bei den Olympischen Spielen 1924, die erneut in Paris stattfanden, folgte seine zweite Teilnahme im Alter von 45 Jahren. Er erreichte mit der Mannschaft ungeschlagen die Finalrunde, in der die französische Equipe ebenfalls beide Partien gewann und vor Belgien und Ungarn den ersten Platz belegte. Gemeinsam mit Philippe Cattiau, Jacques Coutrot, Roger Ducret, Lucien Gaudin, Joseph Peroteaux, André Labatut und Guy de Luget wurde er somit Olympiasieger.